# شهرستان ایشیمبایسکی
شهرستان ایشیمبایسکی (به لاتین: Ishimbaysky District) یک شهرستان در روسیه است که در باشقیرستان واقع شده‌است.